# 272
Криза Римської імперії у 3 столітті. Період тридцяти тиранів. Правління імператора Авреліана. У Китаї завершується період трьох держав, в Японії триває період Ямато, в Індії період занепаду Кушанської імперії, у Персії править династія Сассанідів.
На території лісостепової України Черняхівська культура. У Північному Причорномор'ї готи й сармати.

## Події
- Імператор Авреліан посилає полководця Проба в Єгипет відновити римську владу.
- Римські війська Авреліана отримують перемогу над військами Зенобії біля Антіохії.
- Римляни захоплюють і плюдрують Пальміру.
- Зенобію з сином проведуть вулицями Рима в золотих кайданах.

## Народились
- Костянтин Великий
- Святий Януарій

## Померли
- Діонісій Паризький
- Тит (візантійський єпископ)